# 加油！美玲
《加油！美玲》（英語：Fighting Meiling），2016年台視八點檔連續劇。由米可白、王凱、阿龐、朱蕾安、林雨宣、吳俊諺領銜主演。

## 播出時間
以下時間以當地時間（台灣時間）為準

### 首播
| 頻道                      | 所在地   | 播出日期                     | 播出時間                   |
| ------------------------- | -------- | ---------------------------- | -------------------------- |
| 台視主頻                  | 臺灣     | 2016年3月1日-2016年4月30日   | 每週一至週五20:00-21:00    |
| 台視主頻                  | 臺灣     | 2016年5月2日-2016年11月22日  | 每週一至週四20:00-22:05    |
| 台視主頻                  | 臺灣     | 2016年5月6日-2016年11月18日  | 每週五20:00-22:00          |
| 佳樂台                    | 新加坡   | 2016年5月19日-2017年9月22日  | 每週一至週五18:00-19:00    |
| Astro欢喜台 Astro欢喜台HD | 马来西亚 | 2016年10月14日-2018年2月15日 | 每週一至週五 17:30 - 18:30 |

### 重播
| 頻道                      | 所在地   | 播出日期                         | 播出時間                                         | 備註                          |
| ------------------------- | -------- | -------------------------------- | ------------------------------------------------ | ----------------------------- |
| 台視主頻                  | 臺灣     | 2016年3月1日起                   | 每週一至週五 21:00-22:00                         | 重播同一集 當天首播的集數重播 |
| 台視主頻                  | 臺灣     | 2016年3月1日起                   | 每週一至週五 23:30-24:30                         | 重播同一集 當天首播的集數重播 |
| 台視主頻                  | 臺灣     | 2016年5月2日起                   | 每週一至週四 22:05-24:05                         | 重播同一集 當天首播的集數重播 |
| 台視主頻                  | 臺灣     | 2016年5月7日起 （至6月3日）      | 每週六 02:45-04:50                               | 重播同一集 當天首播的集數重播 |
| 台視主頻                  | 臺灣     | 2016年6月10日起                  | 每週五 23:45-01:50                               | 重播同一集 當天首播的集數重播 |
| 台視主頻                  | 臺灣     | 2016年5月3日起                   | 每週二至週五 13:00-15:05                         | 重播同一集 當天首播的集數重播 |
| 台視主頻                  | 臺灣     | 2016年5月9日起                   | 每週一 13:00-15:00                               | 重播同一集 當天首播的集數重播 |
| 台視主頻                  | 臺灣     | 2017年10月10日起                 | 每週一至週五 20:00-22:00                         |                               |
| 台視主頻                  | 臺灣     | 2021年1月11日起                  | 每週一至週五 20:00-22:00                         |                               |
| Astro欢喜台 Astro欢喜台HD | 马来西亚 | 2016年10月15日起2016年10月17日起 | 每週二至六 00:30 - 01:30每週一至五 09:30 - 10:30 |                               |

## 演員列表

### 第一代主要演員
| 演員            | 角色           | 介紹 |
| 米可白          | 林美玲         | 莊智誠之妻、育有一女一子幸福和無敵，林麗雲之養女，林美金之養大姊兼好姐妹，林鑫磊之阿姨，許含笑之養孫女，周安琦謝俊傑之女兒。生日6月18日。職業為頂上髮廊的設計師，多年後因手部患有職業病導致無法繼續擔任設計師，轉為擔任「飛燕老人福利基金會」執行長一職。從小就患有氣喘。個性樂觀知足、勤奮誠實、認命但不妥協，在傳統觀念上很固執。是周安琦和謝俊傑的私生女。美玲一出生就被親外婆周藍霜交給傭人許含笑抱回家養育，從此對美玲不聞不問。含笑將美玲登記在自己女兒麗雲的名下，讓麗雲成為美玲的養母。但麗雲卻將美玲當傭人和搖錢樹看待，在美玲生命當中多次利用和出賣她，堪稱是傷害美玲最大的人。 自私自利的麗雲，因為自己的投機取巧不成，將“美玲是個帶衰的女人”這個觀念深深植入眾人的心中，導致美玲從小就被有色的目光看待。美玲在這樣的環境之下飽受折磨，難免偶爾會冒出自卑的心理，幸好阿嬤含笑一路的呵護安慰與樂觀灌輸，才讓美玲度過所有不平等的苦難日子，並相信一個人只要心存感恩和善念、努力工作，凡事樂觀看待，一切事情都會有好的回報和轉機。 美玲在結束養母的酒吧打工工作之後，在自家附近的『月里美髮院』工作，誰知竟意外開啟美玲的興趣。美玲從此一頭栽進美髮的世界，立志成為技藝高超的髮型設計師，然而看似一帆風順的前景，卻暗伏著重重的危機考驗。在人生中被智誠救過兩次，第一次為跌進海中、第二次為酒醉旅館失火，讓兩人的心中產生不可抹滅的愛苗。 為智誠的養母安琦，在智誠的追求、安琦和含笑的認可下，共同面對智誠未婚妻琇瑛的阻礙，最後兩人結為連理、步入禮堂。現已與琇瑛打開多年心結，和好了。 |
| 王凱            | 莊智誠         | 林美玲之夫、育有一女一子幸福和無敵，安琦文雄的養子。職業為飛燕化工的總經理。性格浪漫、善良樂天，擇善固執的理想主義者。父親是醫師、母親是飛燕化工董事長，但智誠並沒有貴族驕氣。人生勝利組的他，高中畢業就被母親送到美國去讀大學，學成歸國後，智誠在母親工廠工作，準備接班。智誠的一切都是母親安排好的，其人生最大意外和變數就是愛上美玲，但為了外婆的遺願而和琇瑛訂婚。 智誠和美玲的感情在母親阻撓下愈發堅定，智誠努力爭取和美玲在一起後的人生，才讓他真正見識到所謂的「現實生活」。他一夕之間從人生勝利組掉落到谷底。他挫折、他痛苦，更為自己的前途茫然，但始終陪伴在旁的美玲，則一直是他最有力的支柱。兩人共組了家庭，過著幸福的生活，直至美玲的前亡夫台生死而復活，法院又判決台生也是美玲合法丈夫的荒謬事件，智誠再度面臨現實難題，這樣荒誕卻又無法逃避的真實事件，智誠該如何面對迎戰呢？ 得知琇瑛擔任幸福學校裡的美術老師一職，擔心家人又會再次受到傷害，不顧一切的想讓琇瑛離開學校。化解誤會後幫助琇瑛開辦畫展，並邀請琇瑛的父母回台參展，解開琇瑛一家人的心結，現已原諒秀瑛。 |
| 阿龐            | 高台生／朱志明 | 鳳嬌的老公、美玲的前夫、幸福和無敵的乾爸，美金之前姊夫，麗雲之前女婿，含笑之前孫女婿。性格投機、喜愛享樂但缺乏責任，自我主義。就任於飛燕化工擔任國際品管部主任。原是基隆海關，因母親逼婚，看上了年輕稚嫩的美玲，歷經一番波折後，終於歡喜的將美玲娶回家。沒想到，婚前收受賄賂多年的惡行，卻在此刻東窗事發，而紛亂的危機更讓他意外落海，他卻也因為這次意外替自己找到另一條出路：失蹤求生，於是在這段婚姻裡，台生留給美玲的遺產就是一張死亡證明書和債務。只不過令眾人都料想不到的是，原來台生沒有因為落海而喪命，反而是以「朱志明」的身分開啟另一段嶄新的人生。 |
| 朱蕾安          | 楊琇瑛         | 楊父與楊母的幼女，周家世交之女，莊智誠之前未婚妻，林美玲之好友。楊父為知名企業家，和藍霜也一直有默契，想要撮合智誠和琇瑛。琇瑛高中時初見智誠便對他很有好感，之後智誠到美國讀大學就是住在楊家，琇瑛更理所當然將智誠視為自己的男朋友。然而兩人回國後，見到智誠對美玲的態度迥然不同，琇瑛這才確認智誠對自己真的毫無意思。但為了圓滿智誠對藍霜的孝心，智誠與琇瑛訂婚了，她本以為愛情可以重新培養，卻仍是輸給了智誠對美玲的癡念，錯誤的執念也讓琇瑛一步錯、步步錯，終至無法收拾的地步，于第105集因涉嫌買凶殺人，而鋃鐺入獄。 出獄後洗心革面並前往美國結婚生子，經歷家族生意失敗後離婚返回台灣，在莊敬高職擔任美術社教師兼顧問，並引薦幸福入學。因幸福多次向自己表達能否挽回因自己過去犯下的過錯而爭執的父母感情，選擇離開莊敬高職、選擇離開和過去有相關的人事物。因擁有從繪圖就能看透繪圖者當下情緒的能力而受到美玲的賞識，進而加入飛燕老人福利基金會，幫忙協助。最後開辦個人畫展，受到知名國際藝術界人士的邀約至國外舉辦，並在國內受到關注。受到智誠邀約而回國參加畫展的父母也和自己和解。 |
| 林雨宣          | 美金           | 文雄與麗雲之女、群義的前妻，李思原之前未婚妻，林美玲之妹妹，許含笑之孫女，生下一子林鑫磊，但被衣物悶死。個性較自我為中心、好高騖遠、愛擺闊。一遇大事就易亂了頭緒、不理智。源自於麗雲的酒女身分，美金有隱性的自卑感，習慣用物質滿足自己的虛榮。美金少女時代便跟群義交往，群義也是她的第一個男人。美金跟群義幾次吵架分手又復合，最後終於結婚，無奈婚後卻因兒子意外死去而離婚，本以為從此不再有交集，沒想到，奮發向上投入服裝設計工作的美金，又在春水服飾上遇見群義，看來這兩人的糾纏，一時半刻還不會解套，並且還答應和春水公司的總經理李思源交往3個月，最終答應李思源的求婚，但男方的母親卻不答應。在李總車禍至美國醫治後，和淑貞與群義共同開了一間婚紗公司「紀樊希」。在群義因文雄逝世後，因感受這個世界只剩下自己為孤單一人，不告而別至深山生活。為了尋找群義而至深山，兩人見面將心結打開後，彼此心中都認為對方是自己生命中最重要的人，比成為情侶還要更加相愛，要共同尋找屬於彼此的另一半。和群義經歷了1次訂婚、1次結婚、1次離婚和1次假結婚。 |
| 吳俊諺 （鮪魚） | 鄭群義         | 美金的前夫，劉小姐之前男友，林麗雲莊文雄之前女婿，林美玲之前妹夫，許含笑之前孫女婿，生下一子林鑫磊，但被衣物悶死。職業為春水服飾的總經理特助。年少時與夢娟和美金有複雜的三角關係。性格投機、談話浮誇又是個花花公子，因此跟美金數度分合爭吵不休。直到家道中落，本欲憑藉著跟劉氏企業千金女聯姻拯救自己生意，不料又碰上美金，酒後的衝動讓美金懷孕，最終導致群義與美金兩人正式結婚。婚後喪子意外，導致兩人離異，卻又在工作場合重逢！群義本以為，有機會和美金慢慢修復關係，沒想到他的上司李思源卻好像對美金越來越感興趣，一場剪不斷理更亂的三角關係，即將上演。在李總車禍至美國醫治後，和淑貞與美金共同開了一間婚紗公司「紀樊希」。17年後雖然交了無數個女朋友，但心裡還是在意著美金。在經歷美金對自己沒有感覺和乾爸文雄逝世後，因感受這個世界只剩下自己為孤單一人，不告而別帶著一隻大熊玩偶至深山生活。美金為了尋找群義而進入深山，兩人見面將心結打開後，彼此心中都認為對方是自己生命中最重要的人，比成為情侶還要更加相愛，要共同尋找屬於彼此的另一半。和美金經歷了1次訂婚、1次結婚、1次離婚和1次假結婚。 |

### 第二代主要演員
| 演員   | 角色           | 介紹 |
| 鍾欣凌 | 林鳳嬌(嬌妹)   | 台生之妻，美玲之好友，珍珠姨之女兒，澳底人，個性善良、有耐心、做事俐落且觀察力敏銳，更擁有一副傳承自母親的好手藝。就職於飛燕老人福利基金會。朱志明的現任妻子。因為看病的因緣際會來到台北，並結識一輩子的摯友美玲。雖然兩人的友情一度因為志明的身分掀起波瀾，但卻絲毫沒有動搖他們的感情，反而更加相知相惜，成為對方失落低潮時的最佳打氣員。 |
| 張書偉 | 李思源         | 美金之前未婚夫 個性風流倜儻、有理想、鐵面無私、會做事但嘴巴不饒人，也因如此他所交往的對象幾乎維持不了3個月便畫上句點。雖然沒留學過，但對時尚有研究也有敏銳度，成功將自家傳統紡織廠轉型為「春水服飾」，在服裝界佔有一席之地。至於他拒絕留學的理由是「幽閉恐懼症」，故而害怕坐飛機和搭電梯，但此事除了至親之人之外，沒有人知道。後因欣賞美金的設計才華，和美金產生越來越深的牽扯，加上群義，3人之間有著微妙的糾葛關係。向美金求婚見父母過後，于156集被群義父親酒駕撞上重傷昏迷，于第157集被父母送往美國醫治。 |
| 鍾欣怡 | 夏玫瑰（Rose） | 鎮業之妻，昊恩之母，美玲之表嫂。個性理智、自信有主見，在視野工作上會很固執。在她的腦袋裡麵包大過愛情，認為沒有經濟支柱，其餘都是空談。經歷過兩段感情後更清楚自己感情的定位。對於她結婚跟愛情之間並沒有等號。她常常教導身邊的「東方人」愛和婚姻實際並不是一回事，並不是所有的愛情都要結婚的，也不是所有婚姻都有愛情的！因工作與個性的關係，與智誠漸漸深交，而Rose在智誠與美玲的婚姻生活中將引起風波。 |
| 丁力祺 | 王鎮業         | 夏玫瑰之夫，昊恩之父，美玲之表哥。富盛集團繼承人，所謂的黃金單身漢。自幼在爾虞我詐的環境下成長，故比同齡的人更懂得自我保護。個性謹慎、老成，也可說是較有城府。但只要碰上父親王澤信的問題，就容易失了準頭。王澤信的失智症，是集團中不能曝光的秘密，但卻因醫療團隊的一次疏忽，讓走失的父親遇上美玲與鳳嬌，更從此交集出無法切割的因緣。 |

### 第三代主要演員
| 演員   | 角色   | 介紹 |
| 何紫妍 | 莊幸福 | 林美玲與莊智誠的女 兒，謝無敵的龍鳳胎姊姊，許含笑之曾孫女，林麗雲莊文雄之孫女，林美金之外甥女，雁玉之閨蜜。個性較為外向和活潑。因常常惹禍，而從小就一直被學校要求轉學。目前就讀於莊敬高職。                                                                              |
| 龍三   | 謝無敵 | 林美玲與莊智誠的兒子，莊幸福的雙胞胎弟弟，許嘉莉之男友，許含笑之曾孫子，林麗雲莊文雄之孫子，林美金之外甥。個性較為自私和敷衍。從美玲生父之「謝」姓，緣因美玲承諾過二姑姑謝愛萍，讓他傳承美玲生父家的香火。曾短暫的和雁玉交往，在一次玩笑中意外被雁玉弄傷眼睛後，提出分手 |
| 蘇妍緹 | 郝雁玉 | 莊幸福的閨蜜。喜歡謝無敵，但同時被王昊恩喜歡。曾短暫的和無敵交往，在一次玩笑中意外弄傷無敵眼睛後，被分手。王昊恩之女友 |
| 賴宗嬴 | 王昊恩 | 王鎮業與夏玫瑰的獨子，標準富三代，幸福和無敵的表弟，高一生。喜歡郝雁玉。雁玉之男友 |
| 王孝程 | 簡立仁 | 王昊恩的同學，喜歡莊幸福。莊幸福之好友 |

### 林家
| 演員   | 角色   | 介紹 |
| 米可白 | 林美玲 | 前網路紅人，因誤會吵架 後和好 |
| 林雨宣 | 林美金 | 前網路紅人，因誤會吵架 後和好 |
| 林乃華 | 許含笑 | 麗雲的媽、美金的阿嬤，周謝美玲之養祖母，林鑫磊之曾祖母。美玲樂觀精神的創造者，個性樂天知足、傳統保守。曾經因琇瑛告知美玲和智誠正在交往，而昏倒、引發中風。對女兒麗雲貪心的行為不認同，卻也無力扭轉。但對於美玲，含笑是花了比美金更多的心血來教養。她盡力保護她，讓美玲不要受到傷害，總是擔心美玲，在美玲最無依的時候，含笑是支持美玲動力的一盞明燈。因不想再看到一直惹出麻煩的麗雲，自願去老人院當志工，並居住在此。最後得知女兒麗雲是真心悔改，放下心中的一塊大石頭後，在床上安祥辭世。 |
| 馬國賢 | 莊文雄 | 小兒科醫生。智誠的養父、安琦前夫、麗雲之夫，美金的爸爸、群義的乾爸，鑫磊 幸福 無敵之祖父。個性優柔寡斷、自尊心極強，尤其是面對前妻周安琦。成長過程中，一路由父親幫他規劃好人生路線，包括學醫、包括婚姻，一輩子都無法自己作主。人生唯一差錯，就是和酒吧女麗雲有了外遇，並有了私生女美金導致父親被活活氣死。因為如此，文雄的存在位置，對多年後美玲與智誠的相戀，亦是一股爆炸性的力量，繼而掀起莊、林兩家的軒然大波，令他始料未及的是，一向要求完美看似嚴格的妻子安琦，居然隱瞞了他關於智誠的真實身世。中年患有失智症，記憶經常混亂、情緒失控，老年時症狀更是加劇，誰都不認識，記憶只回到了人生最美好、唯一能作主的階段，也就是和麗雲結婚。在彌補心中的缺憾「父母認同和麗雲結婚」和「親眼看見女兒美金結婚」後，在床上安詳辭世。 |
| 楊繡惠 | 林麗雲 | 美玲的養母、美金的媽媽。文雄之妻，鑫磊 幸福 無敵之祖母。個性精明、自私、見錢眼開，有點迷信、行為沒有章法，衝動起來常做出錯誤決斷。投資老是失敗，甚至還把文雄祖厝的地契拿去銀行貸款，卻還不出錢給銀行，遭到查封。年輕時認識了文雄，成了文雄的情婦，是真心愛著文雄的。知道文雄和元配妻子的婚姻沒有感情基礎，於是企圖用孩子綁住文雄，以登上元配之位。但命運似乎總是不站在麗雲這邊，最終文雄離去，自己被迫獨自扶養初生兒美金。多年後再見文雄，內心複雜，彷彿連她自己都分不清楚到底對文雄是舊愛難忘，還是金錢魅力？一輩子對養女美玲都沒有好臉色，直到老年後才發現，美玲是她這輩子最棒的資產。自從文雄的失智症加劇後，被美玲、美金和智誠要求去老人院照顧文雄。在文雄逝世後，改變視錢如命的個性，但經常在夢中夢見文雄不說話一直打自己的頭，其暗示自己的頭部出現問題，麗雲至醫院檢查後發現腦部有腫瘤。在手術完成的期間，夢見文雄在夢中感化自己，認為自己不能再浪費時間，要珍惜身邊的每一個人，要向曾經被自己傷害過的人道歉，隨後向母親含笑、養女美玲等人真誠認錯。 |

### 周家（飛燕化工、飛燕基金會）
| 演員   | 角色                     | 介紹 |
| 黃雅珉 | 周安琦（周家燕）         | 智誠的養母、美玲之生母、文雄前妻、謝俊傑之前女友，幸福 無敵之祖母，含笑之好友。性格強勢、要求完美，但處事圓滑、能幹。飛燕化工董事長、飛燕老人福利基金會創辦人。對比文雄個性，在文雄父母意外身亡後，家裡的事幾乎都是安琦說了算。對於文雄和酒吧女的事，她其實是知道的。但因自己也隱瞞了婚前產子一事，所以內心深處默默原諒了文雄，給彼此一次機會。事後直言，要文雄對婚姻負責。她從沒想過，十多年後自己的兒子智誠居然和當年被她遺棄的女兒美玲戀愛了，為了彌補對美玲的愧疚，安琦不得不說出關於智誠身世的祕密，這個事實，幾乎要毀了他們一家。                                      |
| 馬惠珍 | 周藍霜                   | 莊文雄、謝俊傑之前岳母周安琦的媽。林美玲之外婆。性格內斂、沉穩、孤僻的老婦人，而且越老越難搞，唯一能突破她心房的人，就是孫子智誠。沒有人知道，這其實是藍霜潛意識的補償心態。當年她親手送走了安琦剛生出的女兒美玲，讓安琦身心俱疲。事後得知安琦無法再孕育生命後，更一手促成智誠的誕生。於是藍霜對智誠的愛，還多了一倍是給那個被她送走的無緣孫女。而唯一留給安琦與美玲這對母女的聯繫，是她相當喜愛的一對寶盒耳環墜飾，而此寶盒耳環墜飾在不同時地，也成為母女倆各自的信仰與力量。在得知自己壽命已不長了之後，唯一的心願是看見智誠和琇瑛能夠結婚。心願完成後，于第49集死於肝癌。 |
| 米可白 | 林美玲周美玲謝美玲       | 詳見主要演員。 |
| 王凱   | 莊智誠                   | 詳見主要演員。 |
| 何紫妍 | 莊幸福 林幸福周幸福      | 詳見第三代主要演員。 |
| 龍三   | 謝無敵莊無敵林無敵周無敵 | 詳見第三代主要演員。 |
| 耿慧珠 | 福嬸                     | 周府管家。因長年打點周家上下事務，深受信任與尊敬。他們之間沒有明確的主僕關係，反而像家人一樣互相陪伴，攜手共度難關。老年和含笑、文雄和麗雲居住在老人院。 |
| 吳明芬 | 志工 張玉慧              | |

### 陳家（玄武建設公司）
| 演員   | 角色           | 介紹 |
| 陳文山 | TAKE（陳玄武） | 周謝美玲之乾哥，許含笑之乾兒子，黑道大哥，玄武建設公司老闆。正義凜然、賞罰分明。欣賞美玲不屈不撓的氣度，在危機時刻也總是挺身而出，甚至不惜大義滅親，將開車撞死露瑤、至飛燕化工做間諜的兒子，送進監獄。為了贖罪，不惜向月里求婚，但被拒絕。退休後將企業交棒給金虎。 于第104集投案入狱服刑、于第122集假释出狱 |
| 陳振瑋 | 黃金虎         | TAKE的小弟、手下，喜歡露瑤。即便一副吊兒啷噹，卻是保有忠誠、善良之心的「新好男人」。是被TAKE說是唯一一個敢在我面前開玩笑的小弟。TAKE退休後升任為玄武企業董事長。 |
| 施名帥 | 羅平安         | 反派角色，楊琇瑛之前手下 TAKE大哥的兒子。年少輕狂，一心想闖出名堂，卻因此而誤入歧途撞死露瑤。於第99集在看完母親寫給TAKE的信後，得知TAKE不讓自己踏入黑道的用意，父子和解後向警方自首。 |

### 高家
| 演員   | 角色           | 介紹 |
| 阿龐   | 高台生／朱志明 | 詳見主要角色。 |
| 孟庭麗 | 馬桂華         | 台生和國慶的母親，美玲之前婆婆，林家之前親家母。是個勢利的女人，沒什麼心機又老是想算計別人的錢。其先生生前是周藍霜丈夫的同鄉和部下，因此高家跟周家有些情誼，桂華便經常利用這關係，台生的工作就是她拜託藍霜得來的！而對於美玲這個媳婦，桂華是完全的看不起，從美玲跟台生結婚的第一天起，桂華就詛咒兩人快點離婚，當台生失蹤時，桂華更將美玲視為眼中釘（此角色為庭麗生前最後一部演繹作品）。于第101集林美玲提及已过世 |
| 林奕勳 | 高國慶         | 台生的弟弟，相對於台生是十分優秀的。個性踏實，有些悶葫蘆，不太愛說話。台大法律系畢業的他，對於不踏實的哥哥，和勢利的母親有時確實很頭疼，但也很沒輒。美玲嫁入高家後，國慶始終相挺、支持這個嫂子。直到台生落海死亡後，為了母親桂華與美玲雙方都好，國慶更主動提出，希望美玲能離開高家，重新開啟她的人生 于第101集林美玲提及在毕业后去美国工作、于第109集一度回台                                                     |

### 楊家（前秀髮廊）
| 演員   | 角色            | 介紹 |
| 朱蕾安 | 楊琇瑛          | 詳見主要演員。 |
| 畢志剛 | 楊嚴凱          | 對琇瑛極度溺愛，因此誓言報復曾經傷害她女兒的所有人。 |
| 唐沛羚 | 葉芸            | 心疼琇瑛為愛執著，一心希望琇瑛能終將盼得真正屬於她的幸福。 |
| 王惠五 | 楊德義          | 楊琇瑛的堂叔。雖然表面上幫助琇瑛報復，卻在暗地中盤算著一個更險惡的陰謀，也就是計畫傷害整個楊家。 |
| 米可白 | 林美玲          | 詳見主要演員。 |
| 黃露瑤 | 露瑤            | 美玲的前輩兼好姐妹。「秀髮廊2店」準師。喜歡英傑哥多時，卻遲遲沒有獲得眷顧，因此在受到小如從旁的搧風點火之後，見到美玲與英傑之間的曖昧情愫，便對美玲漸生敵意。然而在釐清事情真相後，與美玲重修舊好，但天意弄人，于77集為了救美玲不幸車禍身亡，與金虎的潛藏的戀曲也隨之無疾而終。 |
| 曹景俊 | Sam (廖立鴻)    | Amy的前夫。「秀髮廊2店」準師，後升為秀髮廊設計師。現任職於「頂上沙龍」。雖然心中依然在意Amy，卻因為放不下男人的尊嚴而沒有表現，甚至也沒給她好臉色看。在母親病逝前，願望是看見和Amy重修舊好，在英傑的勸說下，讓Amy和母親和解，打開彼此的心結。                                   |
| 苗真   | Amy （朱曉菁）  | Sam的前妻。「秀髮廊2店」準師，後升為秀髮廊設計師。因婆媳問題而與Sam離婚，卻因工作關係，這對冤家只得聚頭。然而，他們之間常爭論不休，無法配合和合作，也因此惹得英傑哭笑不得。在Sam的母親病逝前，願望是看見和Sam重修舊好，在英傑的勸說下，與Sam和前婆婆和解，打開彼此的心結。      |
| 何宜珊 | 小如 （吳沂如） | 喜歡八卦、不務正業、鬼點子多。現為「頂上沙龍」的助理。疑似對金虎懷有好感。 |
| 閃亮亮 | 詹詹 （詹宇豪） | 個性膽小浮誇、容易大驚小怪，前期不僅曾是「秀髮廊2店-最資深的助理」、「頂上首席助理_詹詹哥」，更是美玲最得意的徒弟，現為「忠孝東路美髮店一哥」、頂上美髮沙龍1店_首席設計師。 |
| 黃子悅 | Bobo （趙思盈） | 曾任「秀髮廊2店」設計師。曾獲北區美髮競賽亞軍。于第94集因看不慣琇瑛無理霸道的作風憤而離職。于第95集現飛往香港進修。 |

### 賴家（賴家方塊酥）
| 演員   | 角色   | 介紹 |
| 林俊逸 | 賴英傑 | 琇瑛表哥、「秀髮廊」首席設計師、同性戀者、程天的男朋友，美玲之前假男友，露搖之前喜歡的對象。現為「秀髮廊」集團的代理負責人。即便琇瑛從中作梗，卻一路對美玲的手藝給予高度肯定與賞賜，也視其為金蘭之交。于第83集去香港、于第106集返台                   |
| 李全忠 | 賴父   | 經營家族流傳的「方塊酥」事業有成，雖然惋惜唯一的兒子不能接掌並傳承，卻相當尊重他對美髮的專業和熱情。但他活了大半輩子，難以料得自己的獨生子喜歡男人，對此感到震驚也難接受這個鐵一般的事實...。最後在美玲勸說之下，默默送走英傑遠赴香港追尋夢想和愛情。 |
| 林秀芳 | 賴母   | 一心一意希望英傑早日娶妻生子，並誤認美玲是她的媳婦，甚至積極拉攏他們之間的距離...。然而在獲悉兒子是「同志」時，無法諒解和接受，更認為他患病需要治療。但天下父母心，無論英傑成為何種人，她都不會改變對他的愛。                                         |

### 鄭家
| 演員            | 角色     | 介紹 |
| 吳俊諺 （鮪魚） | 鄭群義   | 詳見主要演員。 |
| 程政鈞          | 鄭大發   | 群義的父親，美金之前公公，鑫磊之阿公。從小用心良苦得栽培群義，卻時因他的叛逆而受氣，因此家中事業也無法順利接棒，只能讓群義到外磨練。他更無法認同群義和美金的關係，於是將他趕出家門，卻又因不放心而從旁觀察並協助。于第156集因酒駕和妻子雙雙命喪黃泉，從來都不接受美金當鄭家媳婦。 |
| 傅小絹          | 鄭張月娥 | 群義的母親，鑫磊之阿嬤，美金之前婆婆。對美金母女的無理及家世感到不齒，卻對夢娟則疼愛有加，也希望她成為鄭家媳婦。然而在群義搞大美金的肚子後，一切事與願違。于第156集因酒駕和丈夫雙雙命喪黃泉，從來都不接受美金當鄭家媳婦。                                                         |

### 林鳳嬌 珍珠姨家
| 演員   | 角色           | 介紹 |
| 阿龐   | 高台生／朱志明 | 詳見主要演員。 |
| 鍾欣凌 | 林鳳嬌         | 詳見第2代主要演員。 |
| 吳秀珠 | 珍珠姨         | 鳳嬌的媽媽，台生之岳母，美玲 麗雲之死敵。因女兒鳳嬌患有婦科疾病而無法生育，被金錢沖昏頭而迷失方向，想方設法找周家索錢，不過最後在眾人勸戒之下幡然回首，才打消這個惡念。于第159集提及因為心臟疾病而逝世。 |

### 頂上沙龍（月里美容院、巧芳髮廊）
| 演員              | 角色          | 介紹 |
| 米可白            | 林美玲        | 詳見主要演員。 |
| 謝麗金            | 蔡月里        | 「月里美髮院」老闆娘。丈夫是職業軍人，有一個12歲的兒子。性格率直、大剌剌，是個有眼光的美髮師。雖然成立一家家庭式小規模的美容院，但技術卻為鄰里喜愛與光顧。月里自己就是設計師，原本店中只有一個學徒小妹佳君，後因為含笑關係，才加收美玲這個洗頭小妹，沒想到，卻引起佳君妒忌，給店裡帶來一個又一個風波…。雖然與丈夫離婚多時、兒子又早已離世，仍然深受其前夫所擾！因此當眼前出現一個有擔當的男人—Take，願意擋在她的面前承受，讓她不禁再度動了心...。 于第73集再度登场，于第88集去日本进修，于第104集回台 |
| 張可昀 （小甜甜） | 盧佳君        | 「月里美髮院」小妹。積極主動，外表乖巧玲瓏，缺點就是愛計較且愛欺負人。比美玲資深，人前很照顧美玲，人後卻是一直欺負新來的美玲。且當佳君感受到美玲威脅到她的地位時，開始小動作不斷，在檯面下展開一連串的闇黑攻擊……。受美玲的善良感召，兩人最後也因不打不相識成為好友。 |
| 吳佳珊            | 巧芳          | 「巧芳髮廊」老闆娘，美玲的貴人之一。言詞犀利，卻往往一語道破盲點；個性雞婆，卻總是希望身邊的朋友能一生幸福。和月里是同門師姐妹。由於不諳時尚趨勢，一度改披助理袍，但在努力、經眾人見證之下，又重回設計師的地位。 |
| 曹景俊            | Sam (廖立鴻)  | 詳見楊家(秀髮廊)。 |
| 何宜珊            | 小如 (吳沂如) | 詳見楊家(秀髮廊)。 |
| 閃亮亮            | 詹詹          | 詳見楊家(秀髮廊)。 |

### 春水公司
| 演員            | 角色          | 介紹                                            |
| 張書偉          | 李思源        | 詳見第二代主要演員。                            |
| 林雨宣          | 林美金 莊美金 | 詳見主要演員。                                  |
| 吳俊諺 （鮪魚） | 鄭群義        | 詳見主要演員。                                  |
| 何聖菲          | 謝淑貞        | 春水員工。詳見謝家。                            |
| 陈希腾          | 施绍齊        | 春水員工，獲設計師比賽亞軍。于第158集提及已辞职 |

### 王家（富盛集團）
| 演員   | 角色   | 介紹 |
| 吳炎棟 | 王澤信 | 實為「富盛集團」退休老總，在退休交班給兒子的3年後產生失智的疾病，因「頂上沙龍」為前富盛集團的辦公室，導致在失智之後無意識的經常出現在頂上，近而認識美玲和鳳嬌，因接受美玲無私的資助，便對她產生莫大的信任感。只不過，面對自己已接班的兒子和想要奪走富盛集團的兄弟們，卻面露著膽怯的顏色，似乎有難言之隱。 |
| 丁力祺 | 王鎮業 | 詳見第二代主要演員。 |
| 張文進 |        | 澤信弟弟。居心叵測，覬覦著哥哥一手打造的輝煌事業...。 |

### 謝家
| 演員   | 角色   | 介紹 |
|        | 謝俊傑 | 周安埼（周家燕）的初戀情人、林美玲之生父。因車禍而身亡。 |
| 張馨月 | 謝愛萍 | 謝淑貞的母親，謝俊傑之姊姊，林美玲之姑姑，無敵幸福之姑婆。因弟弟的死，而全部都怪罪在和他私奔的周安琦身上，一生都有著想要復仇的理念。因在療養院上得知周安琦和美玲的關係，無所不用其極的想要放火燒毀療養院，甚至還下藥迷昏自己的女兒淑貞和美玲，想要把已經昏迷的美玲推進水池中想要將其溺斃，但沒有成功。于第159集在警局得知周安琦帶著美玲親筆寫上的信，內容為要將尚未出生的兒子姓氏改為謝，以延續謝家的香火。得知後真心向美玲懺悔，不料卻因心肌梗塞而逝世。 |
| 何聖菲 | 謝淑貞 | 春水員工，林美玲之表妹，林美金之好友。為了向母親證明自己，結果用抄襲他人的設計以第1名之姿考上春水的服裝設計師。看似內斂，沒有美金的莽撞行事，不過她卻有一顆奔放的內心，悄悄記錄著辦公室的愛情點滴。對群義抱有好感。在李總車禍至美國醫治後，和美金與群義共同開了一間婚紗公司「紀樊希」。開店後結婚並育有一子。 |

### 其他演員
| 演員            | 角色            | 介紹 |
| 許家榮          | 莊父            | 莊母之夫，文雄的父親。在麗雲口中得知她就是文雄的外遇對象，被活活氣死。 |
| 陳玉玫          | 莊母            | 莊父之妻，文雄的母親。 |
| 蒲咏樂          | Rose            | 酒吧小姐。 |
| 安真佑          | 娜娜            | 麗雲與Joyce的酒吧好姐妹。介紹美玲來台北延平北路巧芳髮廊當美髮設計師的阿姨。 |
| 何璦芸          | 林淑美（Joyce） | 麗雲的表姐，含笑之乾女兒，美玲美金之阿姨，鑫磊之姨婆，蕭平福之前女友。自私又現實，常利用麗雲來賺錢，做壞事的主謀，最後將麗雲騙得很慘。于第104集因誤殺鑫磊鋃鐺入獄，殊不知其出獄後卻淪為乞丐。出獄後在阿進的手下擔任詐騙集團的一員，為了向林家贖罪進而窩裡反擔任Take的臥底。 |
| 蕭景鴻          | 蕭平福          | 福嬸姪子、Joyce前男朋友。利用人性的貪婪，欺騙Joyce的感情，也成功騙取麗雲夫妻檔的大半積蓄。于第111集鋃鐺入獄。 |
| 陳俊甫 （山豬） | 李永超          | 美金的相親對象，是一名婦產科醫師。診斷出美金懷孕了。 |
| 金宣琳          | 宜珊            | 飛燕化工董事長御用的得力特助。對公司有絕對的忠誠度。 |
| 許蓁蓁          | 劉夢娟          | 美金之好友、群義前女友兼好友。因發現美金、群義不單純的男女關係和美金又懷了群義的小孩後，便毅然決然和兩人斷交。罹患了精神疾病後飛往美國，回國看見美金和群義時時常會時空錯亂，于第149集和他們和解解開心結。現在已回美國                                                       |
| 何曼寧          | 夢娟阿姨        | 劉夢娟的阿姨，不喜歡群義接近夢娟。 |
| 張世賢          | 何聖進（阿進）  | 詐騙集團首腦之一，暗地操弄流浪老人進行詐騙，在美玲鍥而不捨的追求下，好讓Take能夠順利的將其送入警局。自以為天衣無縫的計畫卻栽在麗雲的指認、監視器畫面和偽造的提款卡上有其指紋。于第165集被逮捕                                                                               |
|                 | 張進漢（阿進）  | 何聖進的同夥，詐騙集團首腦之一，暗地操弄流浪老人進行詐騙。 |
|                 | 陳彥君          | 莊幸福、郝雁玉的同學，喜歡莊幸福。 |
| 林道遠          | 吳家寶          | 美金的相親對象。什麼事情都要先問過媽媽的意見，被笑作是吳媽寶。 |
| 尤鳳揚          | 秘書            | 王鎮業公司秘書。 |

### 客串演員
| 演員   | 角色        | 介紹                                                                           |
| 無 名  | 美國大兵    | 曾向麗雲買春，但因突然的一場大火沒有得逞。後來去世                             |
| 朱品豪 | 群義的同學  | 鄭群義的高中同學，是班上的環保股長，受邀參加智誠舉辦的舞會。                   |
| 汪建民 | 輝哥        | 相館老闆、攝影師，智誠攝影同好的朋友。是讓智誠確定喜歡美鈴的重要人物。         |
| 張羽庭 | 阿娟        | TAKE大哥的乾女兒。麗雲陪其去墮胎，卻死亡。                                     |
| 白雲   | 阿發        | 大家樂的組頭。在得手一筆巨額收入後，突然消失匿跡，卻留下麗雲姊妹花一個爛攤子。 |
| 楊子儀 | Sky（程天） | 賴英傑的同性伴侶，享譽國際的香港設計師。                                       |
| 許效舜 | 搞笑人物    |                                                                                |
| 沈玉琳 | 王秀山      | 麗雲之前男友                                                                   |
| 張陽生 | 祝哥        |                                                                                |
| 林亞諾 | 羅蓋文      |                                                                                |

## 電視劇歌曲
| 曲別   | 編號 | 歌名           | 演唱者         | 作詞   | 作曲   | 播出期間                     |
| 片頭曲 | 1    | 微笑的月亮     | 何紫妍         | 謝銘祐 | 謝銘祐 | 2016年3月1日-2016年11月22日  |
| 片尾曲 | 1    | 幸福抹等人     | 馮偉傑         | 李岩修 | 徐嘉良 | 2016年3月1日-2016年7月29日   |
| 片尾曲 | 2    | 只要為你活一天 | 方順吉、魏嘉榆 | 安苡葳 | 喻文昌 | 2016年8月1日-2016年8月31日   |
| 片尾曲 | 3    | 幸福抹等人     | 馮偉傑         | 李岩修 | 徐嘉良 | 2016年9月1日-2016年9月23日   |
| 片尾曲 | 4    | 艾伊達尼       | 張仰華、杜紹穎 | 張仰華 | 張仰華 | 2016年9月26日-2016年11月22日 |
| 插曲   | 1    | 幸福抹等人     | 馮偉傑         | 李岩修 | 徐嘉良 | 2016年3月1日-2016年11月22日  |

## 收視率

### 台視首播收視率
| 播映日期                 | 週數       | 集數       | 平均收視率 | 排名 | 備註                     |
| ------------------------ | ---------- | ---------- | ---------- | ---- | ------------------------ |
| 2016年3月1日－3月4日     | 1          | 1-4        | 0.74       | 4    |                          |
| 2016年3月7日－3月11日    | 2          | 5-9        | 0.97       | 4    |                          |
| 2016年3月14日－3月18日   | 3          | 10-14      | 1.09       | 5    |                          |
| 2016年3月21日－3月25日   | 4          | 15-19      | 1.21       | 3    |                          |
| 2016年3月28日－4月1日    | 5          | 20-24      | 1.13       | 3    |                          |
| 2016年4月4日－4月8日     | 6          | 25-29      | 1.24       | 3    |                          |
| 2016年4月11日－4月15日   | 7          | 30-34      | 1.42       | 3    |                          |
| 2016年4月18日－4月22日   | 8          | 35-39      | 1.30       | 4    |                          |
| 2016年4月25日－4月29日   | 9          | 40-44      | 1.52       | 4    |                          |
| 2016年5月2日－5月6日     | 10         | 45-49      | 1.67       | 4    | 本週起，改播出兩小時     |
| 2016年5月9日－5月13日    | 11         | 50-54      | 1.90       | 4    |                          |
| 2016年5月16日－5月20日   | 12         | 55-59      | 1.99       | 3    |                          |
| 2016年5月23日－5月27日   | 13         | 60-64      | 1.85       | 4    |                          |
| 2016年5月30日－6月3日    | 14         | 65-69      | 1.87       | 4    |                          |
| 2016年6月6日－6月10日    | 15         | 70-74      | 1.90       | 3    |                          |
| 2016年6月13日－6月17日   | 16         | 75-79      | 2.05       | 3    |                          |
| 2016年6月20日－6月24日   | 17         | 80-84      | 2.10       | 3    |                          |
| 2016年6月27日－7月1日    | 18         | 85-89      | 1.82       | 3    |                          |
| 2016年7月4日－7月8日     | 19         | 90-94      | 1.70       | 3    |                          |
| 2016年7月11日－7月15日   | 20         | 95-99      | 1.87       | 3    |                          |
| 2016年7月18日－7月22日   | 21         | 100-104    | 1.87       | 3    |                          |
| 2016年7月25日－7月29日   | 22         | 105-109    | 1.82       | 3    |                          |
| 2016年8月1日－8月5日     | 23         | 110-114    | 1.88       | 3    |                          |
| 2016年8月8日－8月12日    | 24         | 115-119    | 1.55       | 3    |                          |
| 2016年8月15日－8月19日   | 25         | 120-124    | 1.45       | 4    |                          |
| 2016年8月22日－8月26日   | 26         | 125-129    | 1.44       | 4    |                          |
| 2016年8月29日－9月2日    | 27         | 130-134    | 1.24       | 3    |                          |
| 2016年9月5日－9月9日     | 28         | 135-139    | 1.23       | 3    |                          |
| 2016年9月12日－9月16日   | 29         | 140-144    | 1.14       | 3    |                          |
| 2016年9月19日－9月23日   | 30         | 145-149    | 1.25       | 3    |                          |
| 2016年9月26日－9月30日   | 31         | 150-154    | 1.11       | 4    |                          |
| 2016年10月3日－10月7日   | 32         | 155-159    | 1.10       | 4    |                          |
| 2016年10月10日－10月14日 | 33         | 160-164    | 1.13       | 3    |                          |
| 2016年10月17日－10月21日 | 34         | 165-169    | 1.14       | 3    |                          |
| 2016年10月24日－10月28日 | 35         | 170-174    |            |      |                          |
| 2016年10月31日－11月4日  | 36         | 175-179    |            |      |                          |
| 2016年11月7日－11月11日  | 37         | 180-184    |            |      |                          |
| 2016年11月14日－11月18日 | 38         | 185-189    |            |      |                          |
| 2016年11月21日－11月22日 | 39         | 190-191    |            |      | 11月22日播出精彩大結局。 |
| 平均收視率               | 平均收視率 | 平均收視率 |            | -    | -                        |

- 同時段節目：
  - 三立：
    - 三立台灣台：《甘味人生》
    - 三立都會台：《大人情歌／我的極品男友／愛上哥們／螺絲小姐要出嫁／獨家保鑣》

  - 民視：《春花望露》
  - 中視：《雲中歌／原來1家人／女醫·明妃傳／美好年代／多桑の純萃年代》
  - 華視：《瑯琊榜／羋月傳／火車情人／海海人生／羋月傳／瑯琊榜》
  - 大愛：《阿燕／歸·娘家／家有滿子／人生逆轉勝／我和我母親／我家的方程式／阿寬／蘇足》
  - 八大綜合台：《我家是戰國／終極一班4／終極遊俠／終極惡女／終極三國》
- 由AC尼爾森調查，調查範圍是四歲以上收看電視之觀眾。
- 資料來源：台灣-偶像劇場（页面存档备份，存于）

## 製作團隊
- 監製：李立國
- 製作人：韓燕蘋
- 統籌：黃義、朱安敏、劉玉成、安德斯、陳韋治
- 執行製作人：鄧郁馨
- 企劃：陳儀娥、游芳瑄
- 企劃宣傳：邵薇燁、劉家育、陳妍婷、傅曉薇、陳靖波
- 執行：陳正恭、王皓平
- 製作助理：徐子琁、高志成
- 整合行銷：姜淑惠、林志芬、許詠鄉
- 視覺設計：王盛泰、韓嘉寧、李云、賴偉倫
- 編劇統籌：郭曦子、呂佩怡
- 編劇：烏培尊、烏得紙、曉誼、賴思伃、藍夢荷、梁瓊文、蔡明芬
- 導演：彭兆鴻、楊志堅、洪于茹
- 導播：楊志堅、洪于茹
- 製作公司：台視、松大娛樂
- 贊助單位：DAIKIN大金空調、J&h 晶璽健康館

## 拍攝場景
- 三重區幸福水漾公園
- 台灣白河電影文化城
- 新北市三芝雙連安養中心
- 莊敬高職 永和分部(原金甌女中 永和分部)
- 大安森林公園
- 國立臺南女中
- 基隆高中(片頭曲的制服)
- 基隆商工(片頭曲的制服)
- 嘉義民雄

## 外部連結
- 官方网站－台視
- 加油！美玲的Facebook專頁（中文）

## 作品的變遷
| 臺灣 台視主頻 每週一至週五 20:00 - 21:00 · 5月2日起，每週一至週四 20:00 - 22:05 · 每週五20:00 - 22:00 | 臺灣 台視主頻 每週一至週五 20:00 - 21:00 · 5月2日起，每週一至週四 20:00 - 22:05 · 每週五20:00 - 22:00 | 臺灣 台視主頻 每週一至週五 20:00 - 21:00 · 5月2日起，每週一至週四 20:00 - 22:05 · 每週五20:00 - 22:00 |
| --- | --- | --- |
| | 加油！美玲 （2016年3月1日－2016年11月22日）                                                           | |
| 春梅（重播） （2016年1月22日－2016年2月29日）                                                         | 700歲旅程 （2016年11月23日－2017年2月15日）                                                           | |
| 每週一至週五 20:00 - 22:00                                                                            | | |
| 牡丹花開 （2017年5月23日－2017年10月9日）                                                             | 加油！美玲（重播） （2017年10月10日－2018年3月27日）                                                  | 雨夜花 （2018年3月27日－2018年4月17日）                                                               |
| 每週一至週五 20:00 - 22:00                                                                            | | |
| 生生世世 （2020年5月19日－2021年1月8日）                                                              | 加油！美玲（重播） （2021年1月11日－2021年6月28日）                                                   | 羅雀高飛 （2021年6月29日－2021年8月4日）                                                              |

| 新加坡 佳樂台 每週一至週五 18:00 - 19:00 | 新加坡 佳樂台 每週一至週五 18:00 - 19:00    | 新加坡 佳樂台 每週一至週五 18:00 - 19:00 |
| ---------------------------------------- | ------------------------------------------- | ---------------------------------------- |
|                                          | 加油！美玲 （2016年5月19日－2017年9月22日） |                                          |
| 罪美麗 （2016年3月28日－2016年4月13日）  | 牡丹花開 （2017年9月25日－2018年9月11日）   |                                          |

| 马来西亚 Astro欢喜台、 Astro欢喜台HD 星期一至五17:30 - 18:30 | 马来西亚 Astro欢喜台、 Astro欢喜台HD 星期一至五17:30 - 18:30 | 马来西亚 Astro欢喜台、 Astro欢喜台HD 星期一至五17:30 - 18:30 |
| ------------------------------------------------------------ | ------------------------------------------------------------ | ------------------------------------------------------------ |
|                                                              | 加油！美玲 （2016年10月14日－2018年2月15日）                 |                                                              |
| 天若有情 （2016年1月29日－2016年10月13日）                   | 700岁旅程 （2018年2月19日－2018年5月11日）                   |                                                              |